# Thittacheri
Thittacheri là một thị xã panchayat của quận Nagapattinam thuộc bang Tamil Nadu, Ấn Độ.

## Nhân khẩu
Theo điều tra dân số năm 2001 của Ấn Độ, Thittacheri có dân số 8484 người. Phái nam chiếm 49% tổng số dân và phái nữ chiếm 51%. Thittacheri có tỷ lệ 77% biết đọc biết viết, cao hơn tỷ lệ trung bình toàn quốc là 59,5%: tỷ lệ cho phái nam là 82%, và tỷ lệ cho phái nữ là 71%. Tại Thittacheri, 11% dân số nhỏ hơn 6 tuổi.